# 1932 في الجزائر

فيما يلي قوائم الأحداث التي وقعت خلال عام 1932 في الجزائر.

## الحكم
- .الاحتلال الفرنسي

## مواليد
- 16 مارس – علي سوايعي مجاهد جزائري قائد الولاية الأولى التاريخية أثناء ثورة التحرير الجزائرية .